# Општина Киокиш (Бистрица-Насауд)
Киокиш (рум. Chiochiş) општина је у Румунији у округу Бистрица-Насауд.
Oпштина се налази на надморској висини од 332 m.